# Sender Deggendorf/Hochoberndorf
Der Sender Deggendorf (Hochoberndorf) ist ein in Stahlfachwerkbauweise ausgeführter 56 Meter hoher Fernmeldeturm der Deutschen Telekom AG bei Hochoberndorf mit 806 Meter über dem Meeresspiegel. Er dient dem Richtfunk, Mobilfunk und zur Verbreitung des UKW-Hörfunkprogrammes unserRadio Deggendorf. Die Antenne befindet sich auf 33 Meter Höhe.
Bis zur DVB-T-Einführung strahlte der Sender auch analoges Fernsehen aus. Die Antenne befand sich im GfK-Zylinder, der nach der Abschaltung demontiert wurde. Somit verkürzte sich der Mast von 83 Meter auf 56 Meter Höhe.

## Frequenzen und Programme

### Analoges Radio (UKW)
Beim Antennendiagramm sind im Falle gerichteter Strahlung die Hauptstrahlrichtungen in Grad angegeben. In UKW werden folgende Programme ausgestrahlt:
| Frequenz (MHz) | Programm               | RDS PS   | RDS PI | Regionalisierung  | ERP (kW) | Antennendiagramm rund (ND)/gerichtet (D) | Polarisation horizontal (H)/vertikal (V) |
| -------------- | ---------------------- | -------- | ------ | ----------------- | -------- | ---------------------------------------- | ---------------------------------------- |
| 98,7           | Unser Radio Deggendorf | UNSRADIO | D71A   | –                 | 0,1      | ND                                       | H                                        |
| 89,9           | Radio Galaxy           | GALAXY   | 1A15   | Passau/Deggendorf | 0,1      | ND                                       | H                                        |

## Digitales Radio (DAB+)
DAB+ wird aus Deggendorf (Aletsberg) gesendet. 

## Fernsehen
Bis zur Umstellung auf DVB-T wurden vom Sender Deggendorf folgende Programme in analogem PAL gesendet. Seitdem ist die Fernsehversorgung durch den Sender Brotjacklriegel ZDF, BR und Sender Wendelstein Sat.1, RTL, Tele 5 sichergestellt.
| Kanal | Frequenz (MHz) | Programm                                   | ERP (kW) | Sendediagramm rund (ND)/ gerichtet (D) | Polarisation horizontal (H)/ vertikal (V) |
| ----- | -------------- | ------------------------------------------ | -------- | -------------------------------------- | ----------------------------------------- |
| 22    | 479,25         | Sat.1 (Bayern)                             | 0,4      | D                                      | H                                         |
| 33    | 567,25         | ZDF                                        | 380      | D                                      | H                                         |
| 35    | 583,25         | RTL (Donau-Wald)                           | 0,4      | D                                      | H                                         |
| 40    | 623,25         | Bayerisches Fernsehen (Schwaben/Altbayern) | 270      | D                                      | H                                         |
| 52    | 719,25         | Tele 5                                     | 0,4      | D                                      | H                                         |